# Triphasia trifolia
Triphasia trifolia är en vinruteväxtart som först beskrevs av Nicolaas Laurens Nicolaus Laurent Burman, och fick sitt nu gällande namn av Percy Wilson. Triphasia trifolia ingår i släktet Triphasia och familjen vinruteväxter. Inga underarter finns listade i Catalogue of Life.